# Fresnoy-le-Luat
Fresnoy-le-Luat ist eine französische Gemeinde mit 547 Einwohnern (Stand: 1. Januar 2022) im Département Oise in der Region Hauts-de-France (vor 2016: Picardie); sie gehört zum Arrondissement Senlis und zum Kanton Nanteuil-le-Haudouin. 

## Geographie
Fresnoy-le-Luat liegt etwa 15 Kilometer östlich von Senlis. Umgeben wird Fresnoy-le-Luat von den Nachbargemeinden Rully im Norden und Nordwesten, Trumilly im Norden und Nordosten, Auger-Saint-Vincent im Osten und Südosten, Rosières im Süden, Baron im Südwesten sowie Montépilloy im Westen.

## Bevölkerungsentwicklung
| Jahr                      | 1962 | 1968 | 1975 | 1982 | 1990 | 1999 | 2006 | 2013 |
| Einwohner                 | 288  | 254  | 277  | 278  | 376  | 430  | 469  | 517  |
| Quelle: Cassini und INSEE |      |      |      |      |      |      |      |      |

## Sehenswürdigkeiten
Siehe auch: Liste der Monuments historiques in Fresnoy-le-Luat
- Kirche Saint-Martin in Fresnoy, Monument historique seit 1928
- Kirche Saint-Jean-l'Evangéliste in Le Luat, Monument historique seit 1928

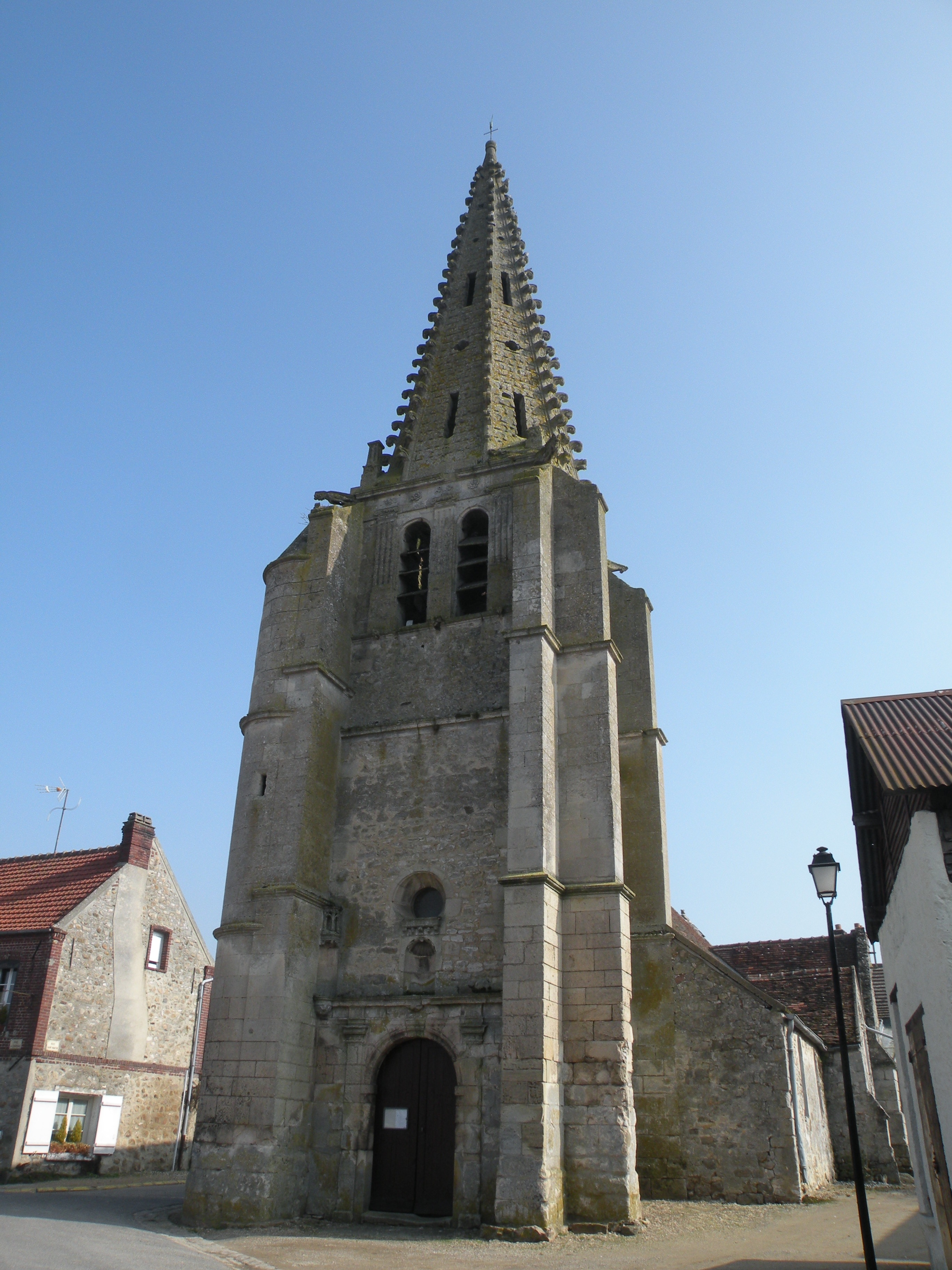
Kirche Saint-Martin

- Kapelle Saint-Maurice in Ducy